# Klickitat Creek Bridge
Le Klickitat Creek Bridge est un pont en arc américain dans le comté de Pierce, dans l'État de Washington. Ce pont routier construit dans le style rustique du National Park Service en 1930 permet le franchissement de la Klickitat Creek par la Sunrise Road, au sein du parc national du mont Rainier. C'est une propriété contributrice au Mount Rainier National Historic Landmark District depuis l'inscription de ce district historique au Registre national des lieux historiques le 18 février 1997.